# Усадьба Камынина
Уса́дьба Камы́нина — памятник архитектуры классицизма в Москве, в Хлебном переулке.

## История

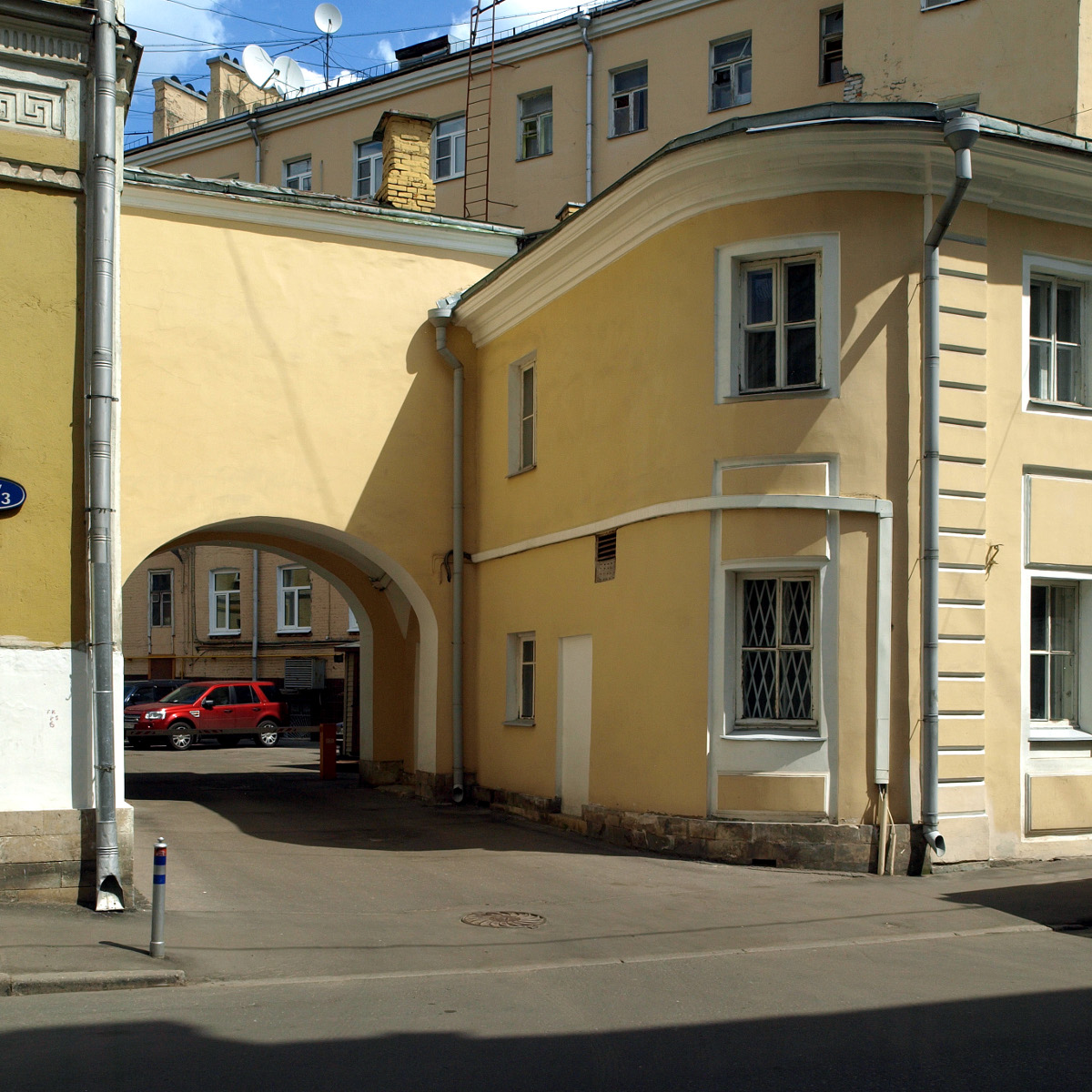

Строительство каменной усадьбы началось в 1758 году, когда обер-прокурор и руководитель архива Министерства юстиции Российской империи Лукьян Иванович Камынин (1720—1788) приобрёл земельный участок у Григория Алексеевича Щербатова. Примерно в 1770 году были возведены главный дом и правый флигель, в 1778 году — левый флигель.
Усадьба сгорела во время московского пожара 1812 года, уцелел лишь кирпичный остов.
Следующим владельцем здания стал купец М. П. Забелин, выкупивший её в 1815 году. В течение 1821—1823 гг. здание приобрело современный облик с портиком из четырёх полуколонн коринфского ордера.
Род Забелиных владел особняком в Хлебном переулке до конца XIX века. При этом часть усадьбы сдавалась: тут проживали танцор А. П. Глушковский, филолог И. Ф. Калайдович, художники И. И. Вивьен и А. С. Ястребилов.
В 1865 году в здании усадьбы располагалась редакция «Московской газеты», в конце XIX — начале XX вв. — частная гимназия, в 1920-х годах — школа-семилетка и аудитории факультета общественных наук МГУ. В настоящее время здесь находится институт США и Канады РАН. Усадьба является объектом культурного наследия.